# Axelse Vlakte
De Axelse Vlakte is een structuur die zich bevindt ten oosten van Sluiskil en ten zuiden van Zijkanaal C, in de Nederlandse provincie Zeeland. Ze wordt gerekend tot de Polders in de vaarwegen naar Axel en Gent, hoewel het strikt genomen geen polder is.
Oorspronkelijk lag hier een deel van het Axelse Gat, met een aftakking naar de Zwartenhoekse Sluis. Na de afsluiting ervan bleef een ondiep water over, dat werd opgehoogd met materiaal dat vrijkwam bij werken aan het Kanaal Gent-Terneuzen. Reeds in 1875 werd met de ophoging een begin gemaakt, maar vooral bij de verbredingswerken die plaatsvonden van 1900-1910 werd hier veel zand gestort, en wel bijna 3,5 miljoen m3. De Dekkerspolder, die te boek staat als bedijkt in 1906, maar die eveneens door ophoging werd verkregen, maakt deel uit van de Axelse Vlakte.
Aldus ontstond een vlakte van 140 ha. Deze is tegenwoordig voor een deel in beslag genomen door industrie, die per schip bereikbaar is via Zijkanaal C.